# Schloss Sprechenstein
Das Schloss  Sprechenstein (italienisch Castel Pietra) ist eine Burg auf 1073 m Höhe in der Gemeinde Freienfeld in Südtirol. Sie befindet sich knapp südöstlich von Sterzing im Wipptal, gegenüber von Burg Reifenstein auf der anderen Talseite. Die Gesamtanlage ist in zwei miteinander verbundene Baugruppen gegliedert. Kennzeichnend für Sprechenstein ist sein Rundturm.
Die Burg befindet sich in einem guten Zustand und ist bewohnt. Sie gehörte lange Zeit dem Geschlecht der Grafen und Fürsten von Trautson, seit 1775 den Fürsten von Auersperg-Trautson.
Umgeben von hohen Burgmauern befindet sich in der Burg die 1511 vollendete Erasmuskapelle (dem heiligen Erasmus geweiht). Die Burgkapelle ist in einem frühgotischen Stil gehalten.
Ebenso befinden sich in der Burg Fürstenzimmer für Fürsten auf Durchreise, die auch heute noch mit gut erhaltenen alten Möbeln im Renaissance-Stil ausgestattet sind.
Derzeit ist die Burg für Besucher nicht zugänglich.
In den Jahren 2007 bis 2008 wurde der stark beschädigte, zum Schloss Sprechenstein gehörige Bauernhof bis auf zwei noch gut erhaltene Mauern abgerissen und neu aufgebaut. Daneben wurde ein weiteres, fünfstöckiges Gebäude errichtet, das neben einer Burgschenke und einer Käserei auch drei Ferienwohnungen und eine Privatwohnung beinhaltet. Auch im Schloss selber wurden mehrere kleinere Umbauten vorgenommen.
In der Käserei wird Milchverarbeitung betrieben, die endgültige Eröffnung der Burgschenke erfolgte Anfang Sommer 2009.

## Bilder

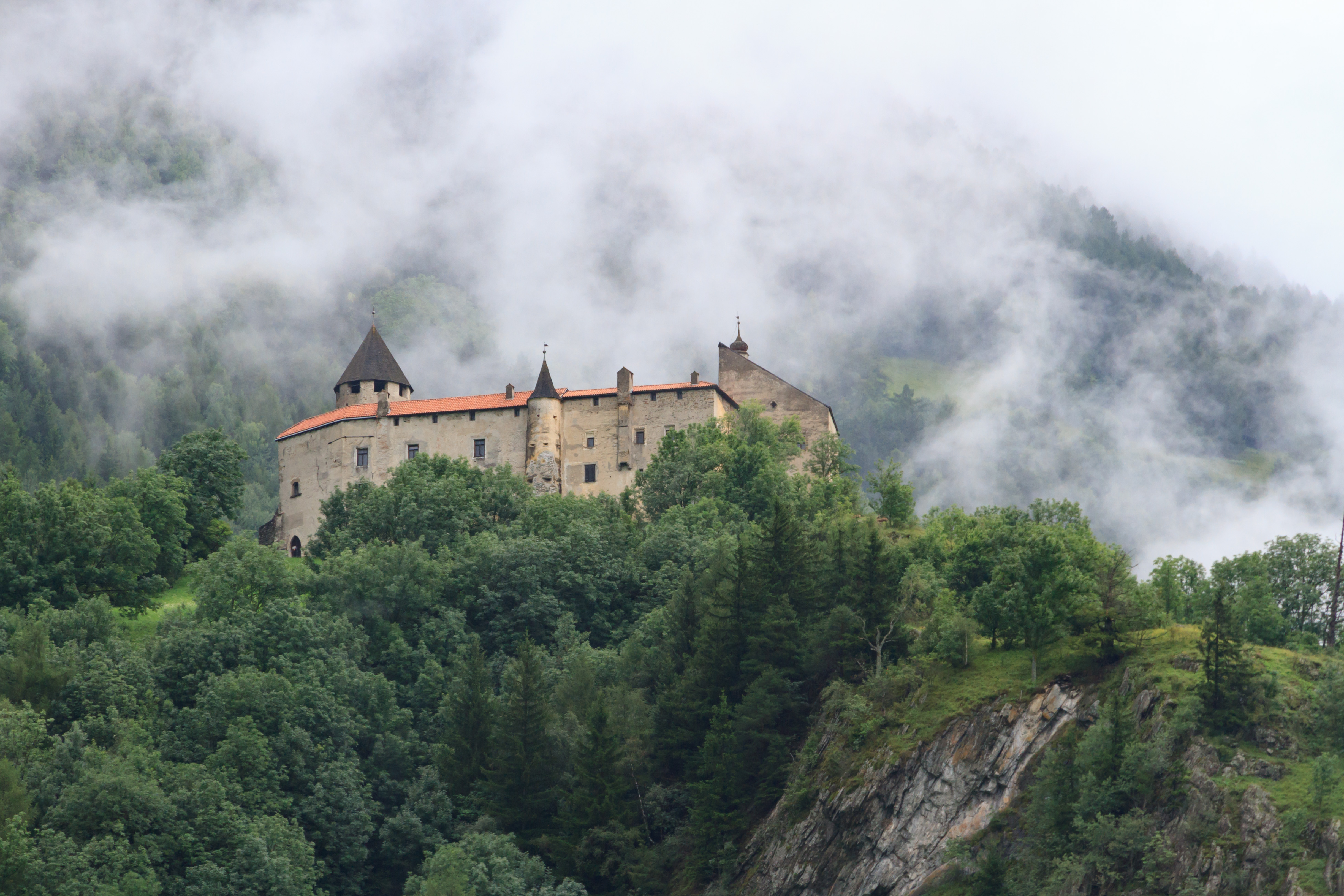
Schloss Sprechenstein im Frühnebel
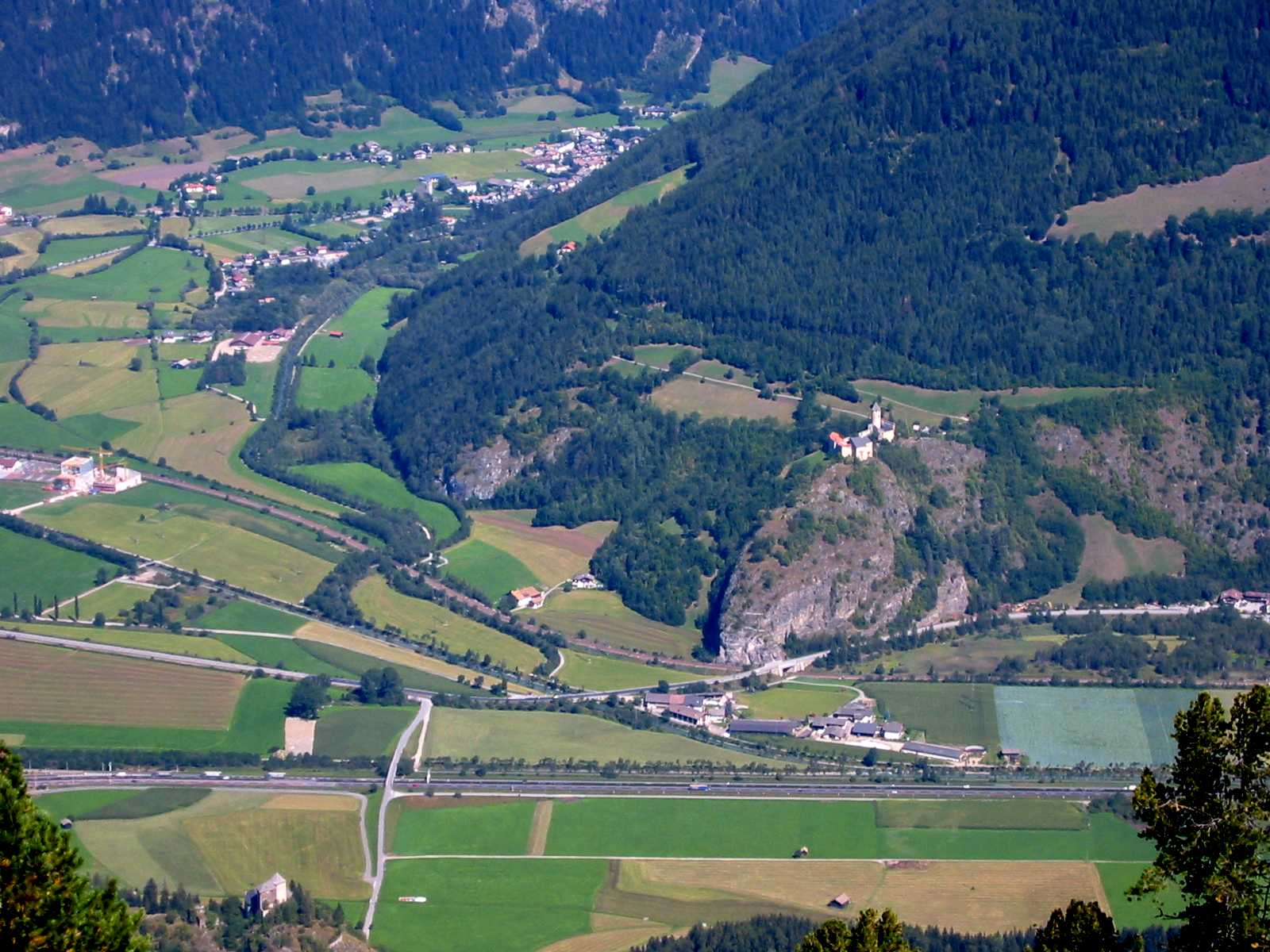
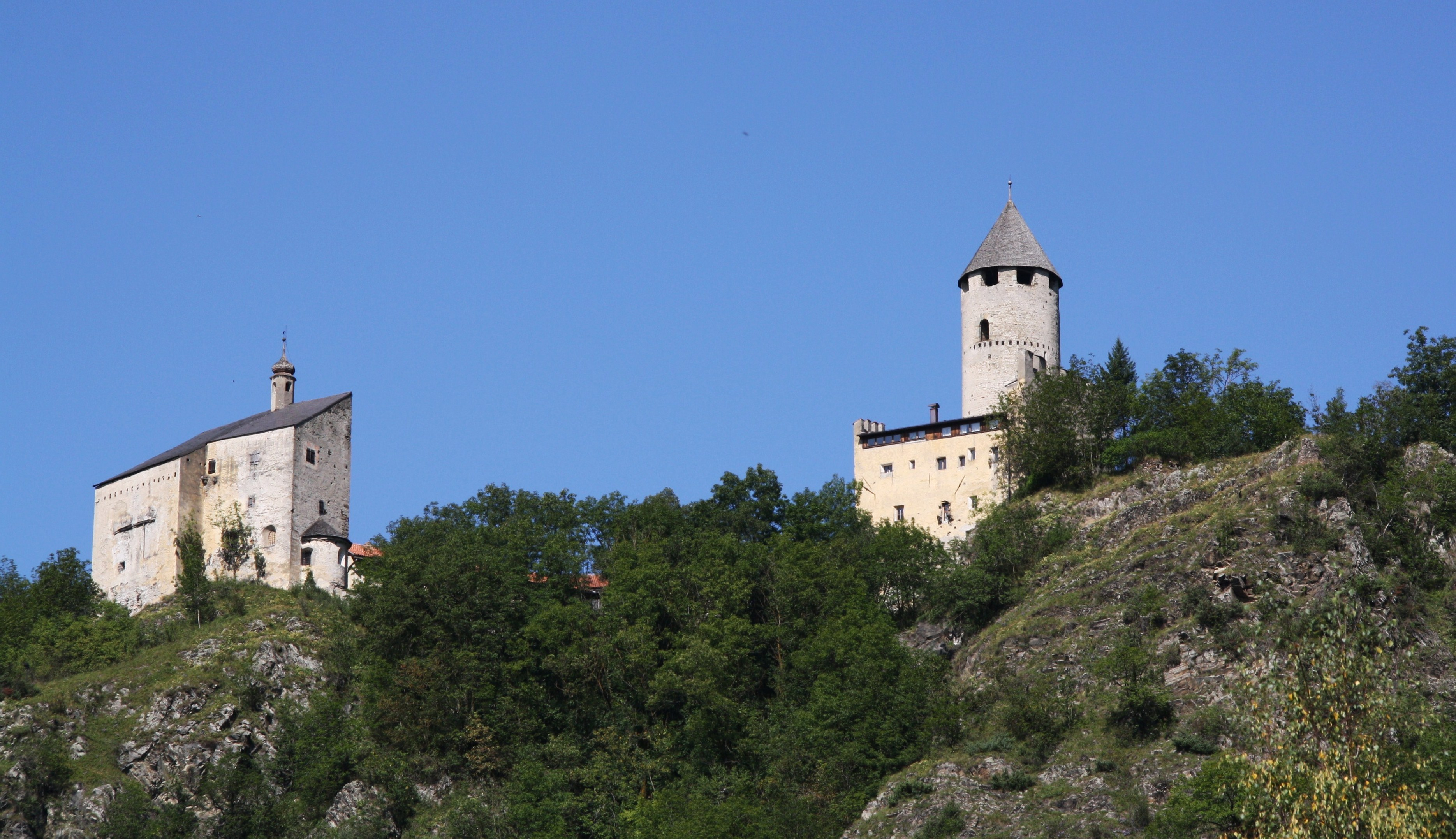
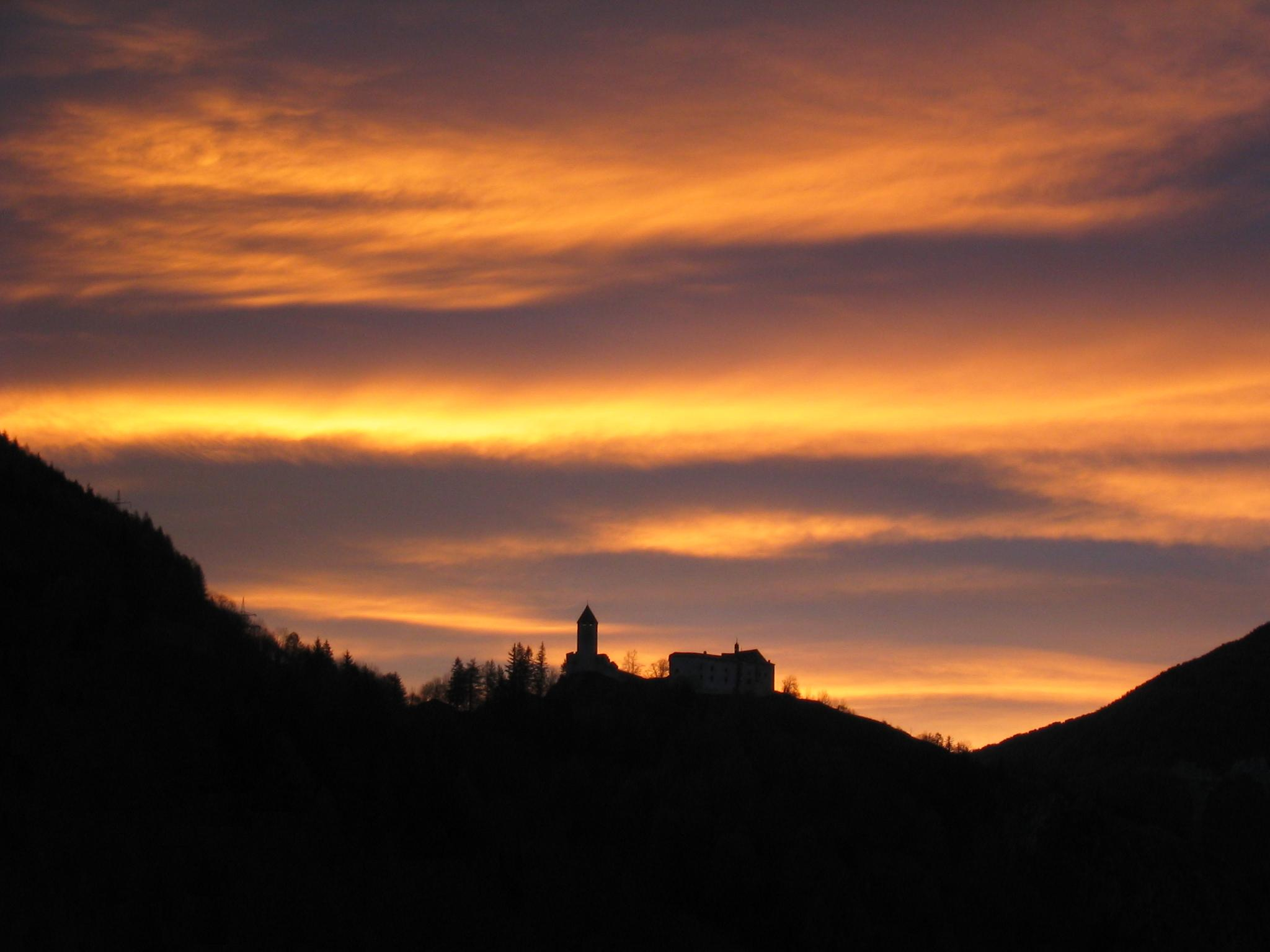
Schloss Sprechenstein bei Sonnenaufgang